# ویکتور زویکوف
ویکتور زویکوف (استونیایی: Viktor Zuikov؛ زادهٔ ۱۰ آوریل ۱۹۶۲) شمشیرباز اهل استونی است.
وی در مسابقات کشوری و بین‌المللی در مجموع برندهٔ ۱ مدال برنز در مسابقات بازی‌های اروپایی شده‌است.